# Municipio Tulio Febres-Cordero
El Municipio Bolivariano Tulio Febres Cordero es uno de los 23 municipios del Estado Mérida de Venezuela. Tiene una superficie de 787 km² y posee una población superior a los 41 185 habitantes al año 2020. Su capital es la ciudad de Nueva Bolivia. El municipio está conformado por cuatro parroquias Independencia, Santa Apolonia, María de la Concepción Palacios y Blanco y Nueva Bolivia.
La agricultura es la principal actividad económica del municipio, se cultiva principalmente caña de azúcar y frutas entre ellas plátano, guanabana, lechosa, guayaba y parchita. Además existe un sector ganadero de importancia que está destinado al doble propósito, hay empresas industriales procesadoras de leche.

## Historia
El 17 de julio de 1961 se crea el municipio Foráneo Tulio Febres Cordero bajo la jurisdicción del Distrito Justo Briceño pero con capital en Nueva Bolivia. En 1988 se declara el municipio autónomo Tulio Febres Cordero separándose del recién creado Municipio Justo Briceño quedando bajo su administración los municipios Foráneos Independencia (Palmarito), María de la Concepción Palacios y Blanco (Las Virtudes) y Santa Apolonia. Sin embargo, en 1992 se modifica la Ley político territorial quedando estos últimos como parroquias del municipio Tulio Febres Cordero. La disputa territorial entre el Estado Zulia y el Estado Mérida comprende la sección central del municipio que permanece bajo jurisdicción merideña. Es el único municipio del estado Mérida con  salida al Lago de Maracaibo  sin que esto suponga ningún reclamo territorial a diferencia del Municipio Caracciolo Parra Olmedo que pese a tener acceso a ese lago no es reconocido por el estado Zulia.

## Geografía
Se distinguen dos áreas geográficas, al norte una planicie creada por el Lago de Maracaibo (Zulia) y la zona sur montañosa en el pie de monte de Los Andes. La temperatura promedio anual es de 27,5°C y se presentan precipitaciones que rondan los 1.000 y 1.300 mm.

## Parroquias
1. Parroquia Independencia (Palmarito)
2. Parroquia María de la Concepción Palacios Blanco (Las Virtudes)
3. Parroquia Nueva Bolivia
4. Parroquia Santa Apolonia

### Parroquia Nueva Bolivia (Capital)
Nueva Bolivia es la capital del municipio Tulio Febres Cordero del Estado Mérida, es la quinta ciudad más poblada del mencionado estado, detrás la capital Mérida y de las ciudades de El Vigía, Ejido y Tovar, forma junto a Caja Seca la 4.ª aglomeración urbana de la entidad andina, así como la 3.ª conurbación de la Zona Sur del lago de Maracaibo, por ser Caja Seca una localidad perteneciente a la jurisdicción Zuliana, es el principal centro de bienes y servicios más próximo a los pueblos del norte del estado Mérida, con cercanías a poblados como las Virtudes, Santa Apolonia, Torondoy, Arapuey, Piñango, entre otras. Presenta un clima muy cálido con temperaturas que oscilan entre los 27° y los 32° centígrados, esto debido a su altitud y a su cercanía con las aguas del Lago de Maracaibo por los puertos y balnearios de Palmarito en Mérida y Gibraltar y Bobures en Zulia].

### Parroquia Independencia (Palmarito)
Palmarito es un pequeño pueblo de pescadores situado en las riberas del Lago de Maracaibo, en el estado Mérida, Venezuela. Es reconocido por su ambiente tropical y la presencia de vegetación costera, como cocoteros, mangos, uveros y almendrones, que se mecen bajo la constante brisa lacustre.
Se distingue por ser el único puerto lacustre del estado Mérida, lo que le otorga una importancia estratégica dentro del eje fluvial-comercial de la región. Palmarito se localiza a 12 kilómetros de la carretera Panamericana y a 212 kilómetros de la ciudad de Mérida, en una zona de clima cálido, con una temperatura promedio de 31 °C.
El poblado destaca por su alegría popular y sus casas multicolores, evocando el ambiente caribeño, tanto por su estética como por su dinámica sociocultural.
La población de Palmarito tiene mayoritariamente ascendencia africana, cuyos orígenes se remontan a la época colonial, cuando fueron traídos como esclavizados para trabajar en las haciendas cacaoteras de Gibraltar. Esta herencia afrodescendiente ha dejado una huella profunda en la identidad cultural, gastronómica y musical del pueblo, que se expresa en su cotidianidad y festividades locales.
La salida al Lago de Maracaibo es aprovechada para uso recreativo (lo que se conoce como "las playas de Mérida").

### Parroquia Santa Apolonia
Santa Apolonia es una localidad de los Andes venezolanos ubicado a 760 m s. n. m. y presenta una temperatura promedio anual de 23°C con precipitaciones anuales de 1.400 mm. Su población alcanza los 4.465 habitantes. Se encuentra a 180 km de la ciudad de Mérida.

## Política y gobierno

### Alcaldes
| Período     | Alcalde                    | Partido político / Alianza | % de votos | Notas |
| ----------- | -------------------------- | -------------------------- | ---------- | --- |
| 1989 - 1992 | José Orangel Salas Montoya |                            | 46,88      | Primer alcalde bajo elecciones directas |
| 1992 - 1995 | José Orangel Salas Montoya |                            | 55,30      | Reelecto |
| 1995 - 2000 | Arquímedes Balza           |                            | -          | Segundo alcalde bajo elecciones directas (se realizaron elecciones generales adelantadas en el 2000 debido a la aprobación de la Constitución de 1999) |
| 2000 - 2004 | Arquimedes Balza           |                            | 34,01      | Reelecto |
| 2004 - 2008 | Willian Díaz               |                            | 53,00      | Tercer alcalde bajo elecciones directas |
| 2008 - 2013 | Willian Díaz               |                            | 42,40      | Reelecto (se postergan 1 año las elecciones municipales pautadas para finales del 2012)                                                                |
| 2013 - 2017 | Willian Díaz               |                            | 48,27      | Reelecto |
| 2017 - 2021 | Ana Rivera                 |                            | 53,29      | Cuarto alcalde bajó elecciones directas |
| 2021 - 2025 | Arquímedes Balza           |                            | 49,41      | Quinto alcalde bajó elecciones directas |

### Concejo municipal
Período 1989 - 1992
| Concejales:           | Partido político / Alianza |
| --------------------- | -------------------------- |
| Ramón Vielma          | COPEI                      |
| Gregorio Vergara      | COPEI                      |
| Nais Cubillán         | COPEI                      |
| Luis Atilio Arias     | COPEI                      |
| Oscar Castro          | AD                         |
| José Hipolito Bonilla | AD                         |
| Arquimedes Balza      | AD                         |

Período 1992 - 1995
| Concejales:      | Partido político / Alianza |
| ---------------- | -------------------------- |
| Asterio Chourio  | AD                         |
| Jesus Rangel     | AD                         |
| Arquimedes Balza | AD                         |
| Blas Santiago    | AD                         |
| Aida Vielma      | AD                         |
| José Montilla    | COPEI                      |
| Leida Sulbaran   | COPEI                      |

Período 1995 - 2000
| Concejales:        | Partido político / Alianza |
| ------------------ | -------------------------- |
| Humberto Rodríguez | COPEI                      |
| Filiberto Colina   | COPEI                      |
| José Acando        | COPEI                      |
| Astenio Chourio    | AD                         |
| Oscar Castro       | AD                         |
| Humberto Méndez    | MAS                        |
| Edgar Méndez       | A.P.M                      |

Período 2000 - 2005
| Concejales:        | Partido político / Alianza |
| ------------------ | -------------------------- |
| Javier García      | COPEI                      |
| Filiberto Colina   | COPEI                      |
| Rafael Arcila      | COPEI                      |
| Luis Ramírez       | MVR                        |
| Adalberto González | MVR                        |
| Humberto Méndez    | MVR                        |
| Ismenia Linares    | AD                         |

Período 2005 - 2013
| Concejales:       | Partido político / Alianza |
| ----------------- | -------------------------- |
| Gustavo Villasmil | MVR                        |
| Ana Rivera        | MVR                        |
| Yasmin Araujo     | MVR                        |
| Rafael Ramírez    | MVR                        |
| Homero García     | MVR                        |
| Hildemaro Arrieta | MVR                        |
| Javier García     | COPEI                      |

Período 2013 - 2018:
| Concejales        | Partido político / Alianza |
| ----------------- | -------------------------- |
| Hilmer Mendez     | COPEI/MUD                  |
| Charly Aponte     | UNT/MUD                    |
| Yeisbelys Moncayo | VP/MUD                     |
| Addy Valero       | AD/MUD                     |
| Yoglis Solarte    | PSUV                       |
| Juana Aponte      | PSUV                       |
| Ana Rivera        | PSUV                       |

Períodos 2018 - 2021
| Concejales      | Partido político / Alianza |
| --------------- | -------------------------- |
| Maribel Ramirez | PSUV                       |
| Julio Sequea    | PSUV                       |
| Morelis Briceño | PSUV                       |
| Maria Rangel    | PSUV                       |
| Enrique Solarte | PSUV                       |
| Hery García     | PSUV                       |
| Huanyi Calderon | PSUV                       |

Períodos 2021 - 2025
| Concejales         | Partido político / Alianza |
| ------------------ | -------------------------- |
| Francisco Molina   | MUD                        |
| Maribel Castellano | MUD                        |
| Marilin Rivera     | MUD                        |
| Alexander Linares  | MUD                        |
| Maria Rangel       | PSUV                       |
| Julio Esquea       | PSUV                       |
| Wilter García      | PSUV                       |